# Ричард Дуврский
Ричард Дуврский (англ. Richard of Dover; ум. 16 февраля 1184, Холлинг, Кент) — 41-й архиепископ Кентерберийский (1174—1184).

## Биография
Ричард Дуврский родился в Нормандии, получил образование в в области свободных искусств, в молодости принял монашеский постриг в бенедиктинском монастыре при храме Христа в Кентербери. Впоследствии стал капелланом архиепископа Кентерберийского Теобальда, а в 1157 году — приором монастыря Св. Мартина в Дувре.
Убийство в 1170 году архиепископа Кентерберийского Томаса Бекета на несколько лет оставило английскую церковь без архипастыря (в 1173 году был избран настоятель аббатства Ле-Бек Роже де Балье, но он отказался от должности). Король Генрих II стремился подыскать для замещения вакантной кафедры достойного выходца из Нормандии, кентерберийские монахи отстаивали кандидатуру своего приора Одо, но епископы (по всей видимости, исполняя желание короля) при решающем участии епископа Лондонского Фолио (сторонника короля и противника покойного Томаса Бекета), добились в 1174 году выдвижения приора Ричарда Дуврского. Сын короля, Генрих Молодой, и французский король Людовик VII оспорили избрание как неканоническое. Стороны обратились за разрешением конфликта в Рим, но после расследования претензий папа римский Александр III лично совершил обряд рукоположения нового архиепископа, возложил на него паллий и подтвердил полномочия кентерберийского архиепископа как примаса Англии, а также назначил его папским легатом.
В новой должности Ричард стремился поддерживать изучение канонического права и в своей политике настолько отличался от Томаса Бекета, стремившегося к большей независимости церкви, что вызвал нарекания папы Александра III в связи с согласием архиепископа на предание убийц клириков светскому, а не церковному суду. В 1175 году состоялся Вестминстерский синод, установивший девятнадцать канонов, двенадцать из которых регламентировали жизнь священнослужителей.
Одной из серьёзных проблем правления Ричарда стало противостояние с архиепископом Йоркским Роджером, ставшее очередным этапом векового соперничества двух архиепархий в борьбе за первенство в Англии. На данном этапе конфликта архиепископ Йоркский стремился распространить свою юрисдикцию на несколько епархий, подчинённых Кентерберийской кафедре. Переговоры, в том числе с участием папского легата и при посредничестве Генриха II, продолжались в несколько этапов и привели наконец после встречи в Уинчестере в 1176 году к пятилетнему «перемирию». Причиной другого внутрицерковного конфликта стало право Кентерберийских архиепископов принимать присягу верности от аббата монастыря Святого Августина в Кентербери, оспоренное новым аббатом Роджером. В 1180 году папа Александр III объявил своё решение в этой связи, которым устанавливался новый порядок — впредь архиепископ должен благословлять будущих новых аббатов без упомянутой присяги.
Умер 16 февраля 1184 года в Холлинге (графство Кент) и похоронен в часовне Девы Марии Кентерберийского собора 18 февраля 1184 года.